# Cómpeta
Cómpeta ist eine Gemeinde (municipio) mit 3.735 Einwohnern (Stand: 2024) in der Provinz Málaga in der Autonomen Region Andalusien im Süden Spaniens.

## Geographie

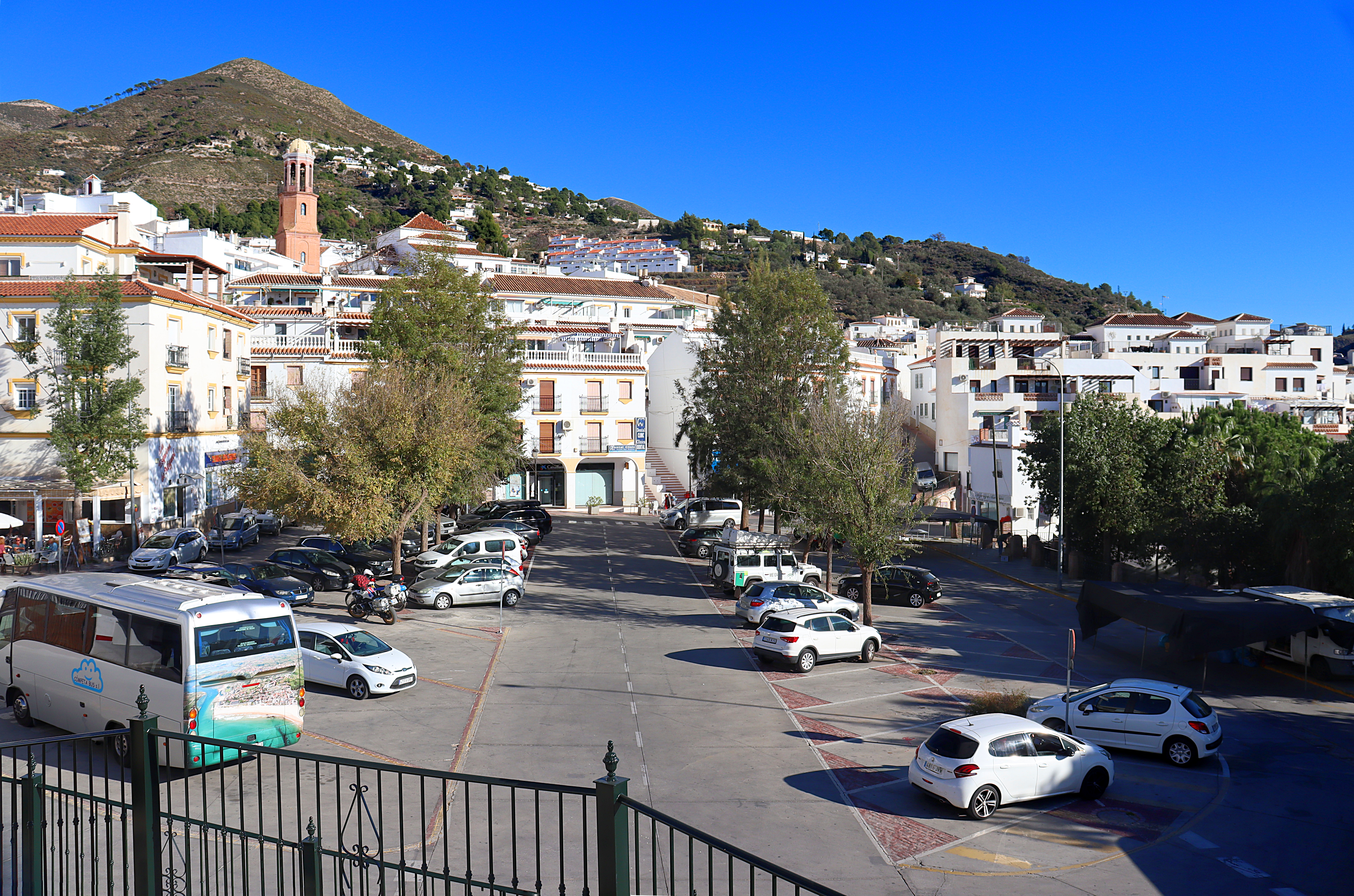
Der "Plaza de España" in der Unterstadt

Der Ort grenzt an Alhama de Granada (Provinz Granada), Árchez, Canillas de Albaida, Frigiliana, Nerja, Otívar (Provinz Granada), Sayalonga und Torrox. Cómpeta ist ein beschauliches Bergdorf innerhalb der Sierra de Almijara.

## Geschichte
Der Ort ist maurischen Ursprungs und wurde bis ins 16. Jahrhundert von einer arabischstämmigen Bevölkerung bewohnt und wurde nach deren Vertreibung von Altchristen neu besiedelt. Im Jahre 1884 wurde der Ort von einem Erdbeben schwer beschädigt. Im darauf folgenden Jahr brach eine schwere Choleraepidemie aus.

## Bevölkerungsentwicklung
| 1842  | 1900  | 1950  | 1980  | 1990  | 2000  | 2010  | 2020  |
| ----- | ----- | ----- | ----- | ----- | ----- | ----- | ----- |
| 2.753 | 3.081 | 3.325 | 2.363 | 2.468 | 2.969 | 3.620 | 3.613 |